# Sachsenring (automerk)
Sachsenring was een Oost-Duits automerk, dat van 1955 tot 1959 als merknaam voor verschillende modellen werd gebruikt.

## P240
Naast de in Zwickau ontwikkelde kleine personenwagen, de AWZ P70, probeerden de autobouwers in de voormalige Horch-fabriek in Zwickau ook weer een auto in de grote middenklasse te bouwen. Deze werd door de Horch-fabriek ontwikkeld en met de hand gebouwd, waarbij voor het chassis aansluiting bij de inmiddels uit productie genomen EMW 340 werd gezocht.
In 1954 werd het model met panoramische achterruit voor het eerst getoond. De eerste 100 exemplaren werden in 1955-1956 gebouwd. In het begin werd de P240 uitgebracht onder de merknaam Horch, inclusief het legendarische H-logo met de kroon boven de verticale lamellen in de grille sierlijsten (met daarnaast puntige knipperlichten), op het kofferdeksel en op de wieldoppen. In 1957 kreeg de wagen horizontale grille-lamellen en omgebogen knipperlichten. De prijs bedroeg 27.000 Oost-Duitse mark. De werkelijke productiekosten lagen echter op 33.000 Oost-Duitse marken.
Tot het einde van de P240-productie in 1959 werden officieel in totaal 1382 exemplaren van de Limousine (sedan) gebouwd. Insiders spreken over 1800 exemplaren die tot 1960 door gebruikmaking van restbestanden werden gemaakt. Nadat Horch en Audi op 1 mei 1958 waren samengevoegd tot VEB Sachsenring Automobilwerke Zwickau, werd de P240 voortaan uitgebracht onder het merk Sachsenring, met het S-logo dat later ook op de Trabant zou prijken.
Terwijl tot 1957 zowel verticale als horizontale grille-lamellen gemonteerd werden, hebben de latere uitvoeringen alleen nog de horizontaal vormgegeven grille. De sierlijsten opzij waren tot 1958/59 horizontaal, daarna gebogen. Het interieur werd aangepast, maar de techniek bleef ongewijzigd, inclusief de inefficiënte zelf ontworpen 2,4 liter zescilinder lijnmotor.

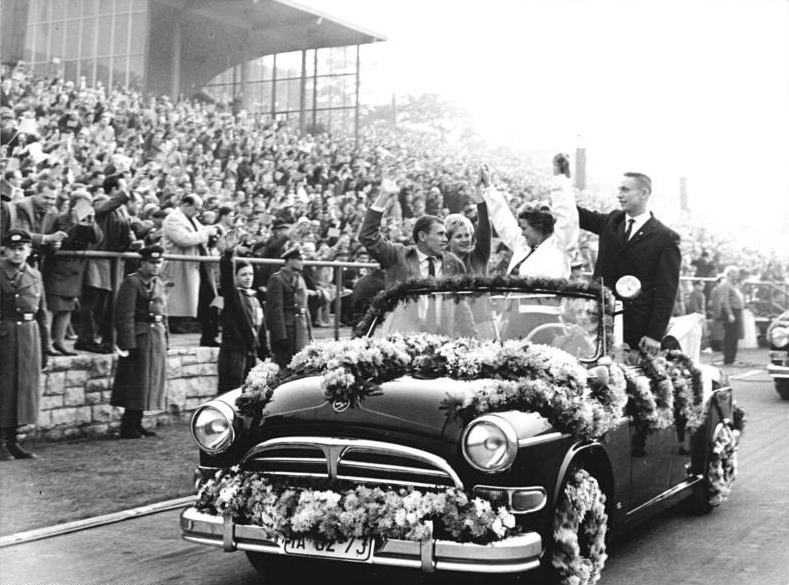
Sachsenring P240 Cabriolet

In opdracht van de Oost-Duitse staatstelevisie werd vanaf 1958 een half dozijn P240's in de carrosseriefabriek Dresden tot grote Kombi's (stationcars) met naar de zijkant scharnierende achterdeur omgebouwd. Deze werden uitsluitend als dienstwagen (meestal voor het vervoer van de complete uitzenduitrusting) gebruikt. De ombouw overtrof de meer dan 2500 manuren, die voor de Limousine nodig waren, ruimschoots. Opvallend was het grote opvouwbare schuifdak dat tot de C-stijl reikte. De techniek van de auto zelf bleef ongewijzigd.
Uitsluitend voor representatiedoeleinden werden 5 tot 10 vierdeurs Cabriolets op P240-basis gebouwd. Er waren uitvoeringen met gebogen en rechte sierlijsten opzij en zowel met verticale als horizontale grille-lamellen. De aanzienlijk verstevigde opbouw inclusief de reusachtige cabrioletkap werden gemaakt bij VEB Karrosseriewerke Dresden.
Deze auto's werden met name voor de generaals van de Nationale Volksarmee ingezet, die ook als opdrachtgever voor de ombouw verantwoordelijk waren. In het leger was de motor van de P240 nog zeer lang in gebruik; hij werd toegepast in circa 6.000 vierwielaangedreven Kübelwagens van het type P2 M en P3.

## P2 M en P3

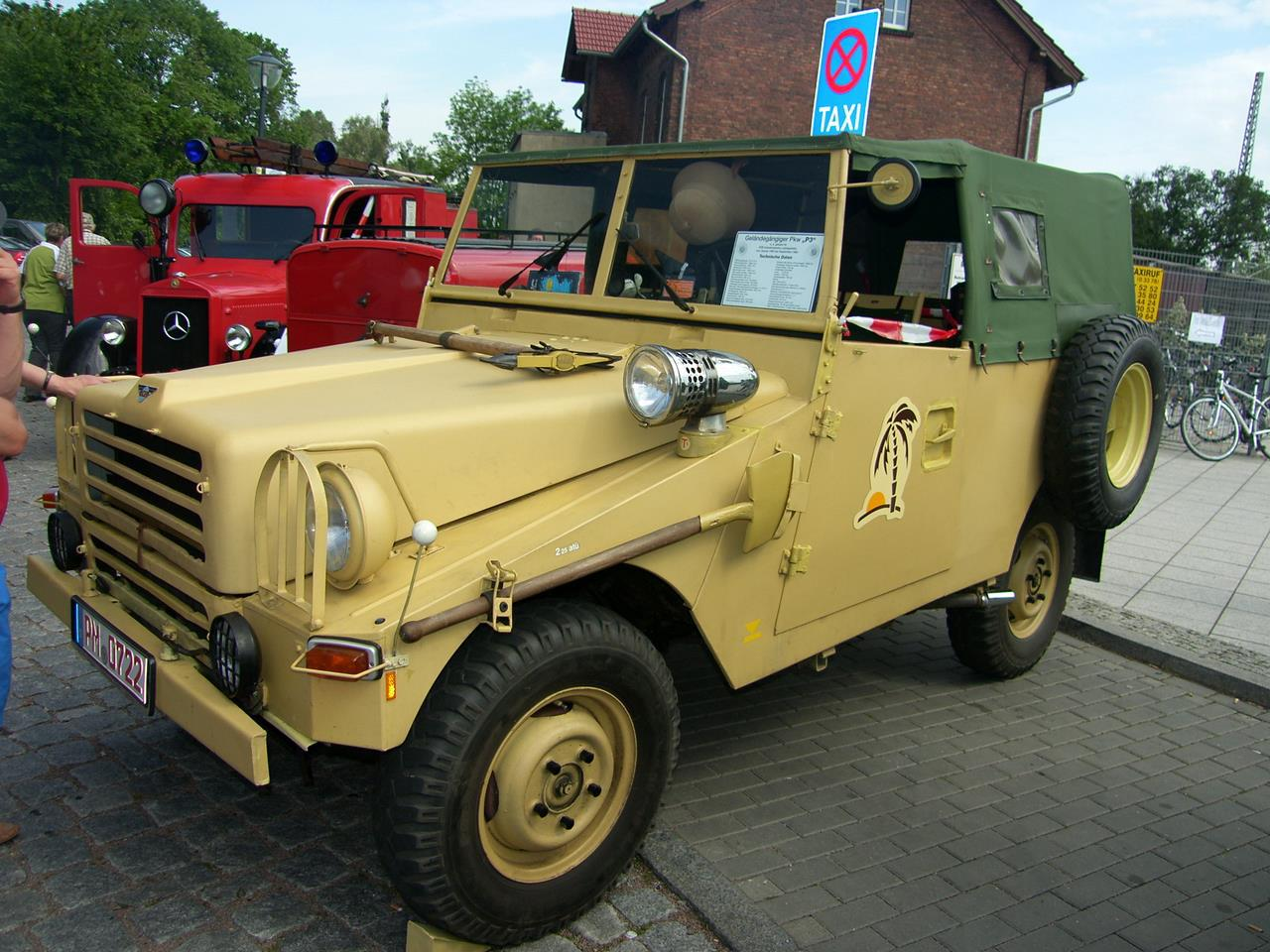
Sachsenring P3

Uitgerust met de krachtige zescilinder die ook de eerste uitvoeringen van de P240 aandreef, werd een terreinwaardig commandovoertuig voor het DDR-leger door VEB Barkas-Werk in Karl-Marx-Stadt geproduceerd in een oplage van circa 2000 stuks. Bijzonder aan de vijfzitter was de permanente vierwielaandrijving met sperdifferentieel achter. Daardoor was de wagen op moeilijk terrein te rijden. De bodemvrijheid van de P2 M was 30 cm, het laadvermogen was 400 kg.
De P2M werd in 1958 opgevolgd door de grondig doorontwikkelde P3. Tot deze werd opgevolgd door Russische GAZ-terreinwagens uit Gorki werden eerst in Karl-Marx-Stadt en daarna in Ludwigsfelde ongeveer 4.000 stuks gebouwd.
De 2,4-liter zescilinder was in gewijzigde vorm 10 pk krachtiger; de techniek bleef verregaand gelijk. Nieuw was de plaatsing van de achterbanken links en rechts dwars op de rijrichting langs de zijwanden. Zo konden in totaal 7 inzittenden of chauffeur en bijrijder plus 500 kg vervoerd worden. De achterbanken waren toegankelijk via een achterdeur. De bodemvrijheid van de terreinwagen, waarvan geen uitvoering met volledig vaste opbouw werd gebouwd, werd 33 cm, het laadvermogen steeg van 400 naar 700 kg.

## Repräsentant

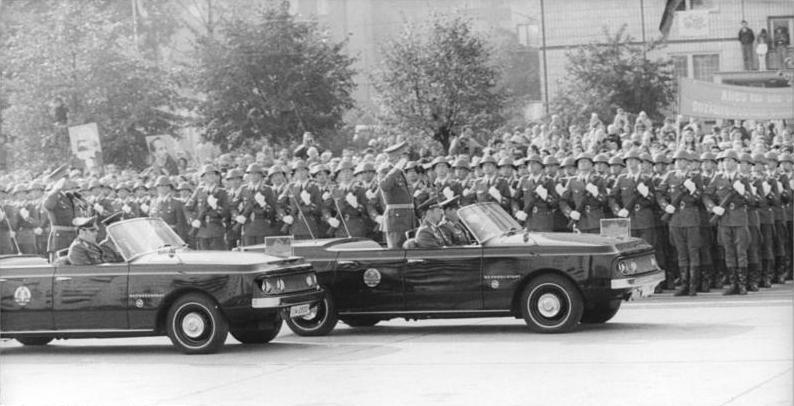
Sachsenring Repräsentant

In 1969 werden op Sachsenring P240-basis op de afdeling prototypebouw van de Zwickauer fabriek nogmaals twee open vierdeurs Phaetons met gemoderniseerde lijnvoering gebouwd. De ombouwkosten per auto bedroegen 100.000 Mark (DDR). Opdrachtgever was opnieuw de Nationale Volksarmee, die de Repräsentant voor de militaire parade vanwege de 20e verjaardag van de DDR in oktober 1969 gebruikte.
De carrosserie van de auto met cabrioletkap was gemaakt van kunststof en had dubbele ronde koplampen, een fijnmazige grille en een reusachtige kofferklep, waaronder extra accu's en zendapparatuur verborgen werden. Het met Wartburg-instrumenten uitgeruste interieur beschikte over een groot tweespaaks stuurwiel, twee doorlopende banken met kunstleerbekleding en een stang om vast te houden.